# Zöldkoronás briliánskolibri
A zöldkoronás briliánskolibri (Heliodoxa jacula)  a madarak osztályának sarlósfecske-alakúak (Apodiformes)  rendjébe és a kolibrifélék (Trochilidae) családjába tartozó faj.

## Rendszerezése
A fajt John Gould angol ornitológus írta le 1850-ben.

## Alfajai
- Heliodoxa jacula henryi Lawrence, 1867 - Costa Rica és Panama
- Heliodoxa jacula jacula Gould, 1850 - Panamától Kolumbiáig
- Heliodoxa jacula jamesoni (Bourcier, 1851)[2] - Kolumbia és Ecuador

## Előfordulása
Közép-Amerikában, Costa Rica, Nicaragua és Panama területén, valamint Dél-Amerika északnyugati részén, Kolumbiában és Ecuadorban honos. Természetes élőhelyei a szubtrópusi vagy trópusi síkvidéki és hegyi esőerdők, valamint másodlagos erdők. Magassági vonuló.

## Megjelenése
A hím testhossza 11-12 centiméter, testtömege 7–9,5 gramm, a tojóé 10,5–12 centiméter és 6–8 gramm.
|  |  |  |

## Életmódja
Nektárral táplálkozik.

## Természetvédelmi helyzete
Az elterjedési területe nagyon nagy, egyedszáma viszont csökken, de még nem éri el a kritikus szintet. A Természetvédelmi Világszövetség Vörös listáján nem fenyegetett fajként szerepel.